# Cleome brachiata
Cleome brachiata là một loài thực vật có hoa trong họ Màng màng. Loài này được (Bojer) Briq. mô tả khoa học đầu tiên năm 1914.